# 침목

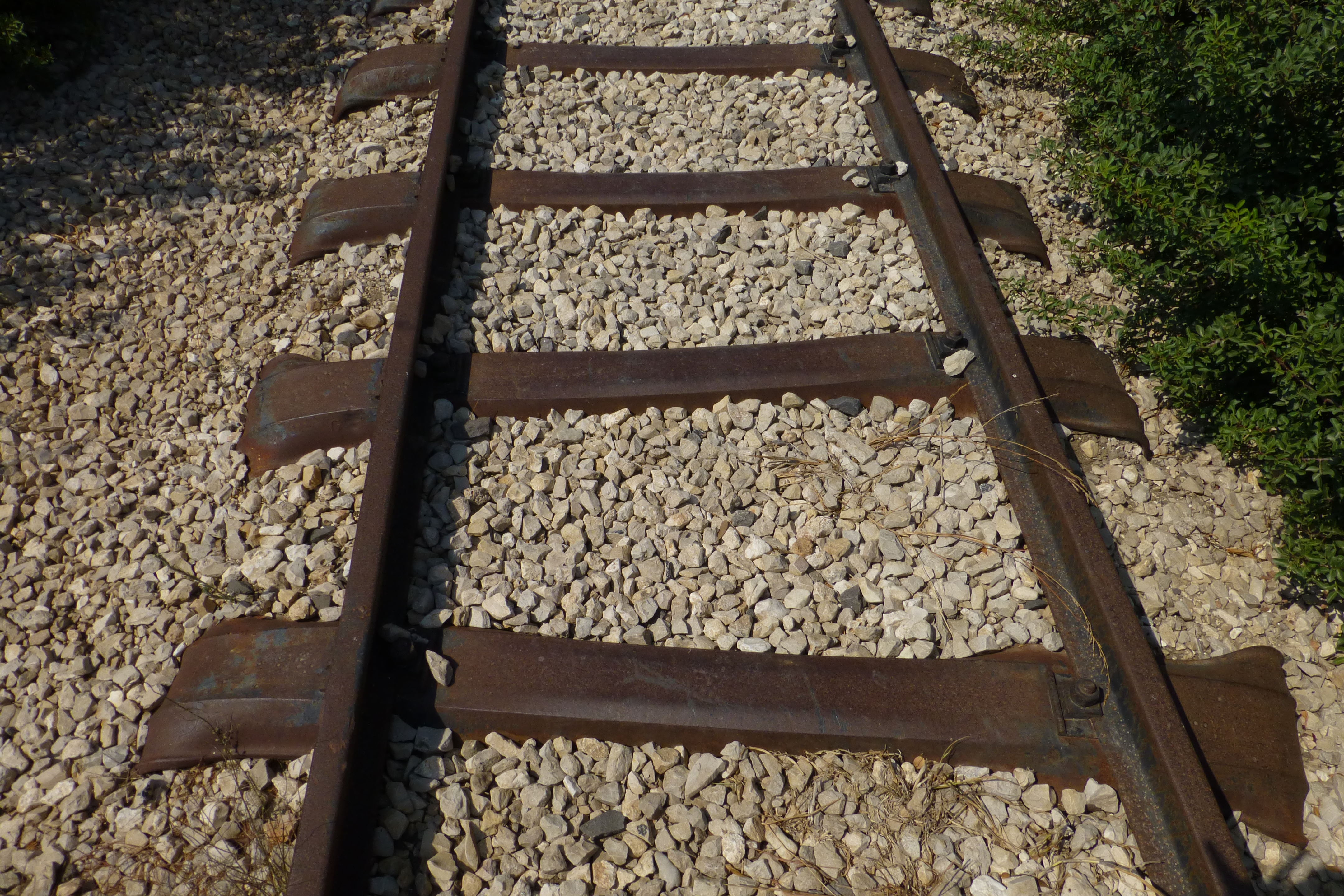
침목

침목(枕木, 문화어: 베개나무)은 철도에서 열차가 다니는 레일을 지지하는 막대를 말한다.
침목은 일반적으로 레일 클립으로 레일에 체결되며, 재질에 따라 구분된다.
- 목침목: 전통적으로 사용되어 온 나무로 만든 침목이다. 단가가 싸다는 장점이 있으나 유지보수가 어렵다는 단점이 있다.
- 철침목: 1880년대에 쓰기 시작되었으나 PC침목의 등장으로 퇴조했다. 그러나 1980년대에 무게가 가벼운 특징을 인정받아 다시 쓰이기 시작했다. 독일, 영국 등지에서 사용되고 있다.
- PC침목: 가장 널리 쓰이는 침목으로 프리스트레스트 콘크리트로 만들어진다. 목침목이나 철침목보다 더 무겁다.
- 플라스틱 침목: 플라스틱을 재활용해서 제작할 수 있다. 철침목보다 가벼우며, 목침목보다 오래간다는 장점이 있다.[1]